# Armaucourt
Armaucourt – miejscowość i gmina we Francji, w regionie Grand Est, w departamencie Meurthe i Mozela.
Według danych na rok 1990 gminę zamieszkiwało 227 osób, a gęstość zaludnienia wynosiła 61 osób/km² (wśród 2335 gmin Lotaryngii Armaucourt plasuje się na 818. miejscu pod względem liczby ludności, natomiast pod względem powierzchni na miejscu 1118.).